# Jean II. d’Harcourt
Jean II. d’Harcourt, genannt le Preux (* 1245; † 21. Dezember 1302), war ein französischer Ritter, Herr von Harcourt, Baron von Elbeuf und Vizegraf von Châtellerault und Saint-Sauveur. Er war der Sohn von Jean I. le Prud’homme, Seigneur d’Harcourt und Baron d’Elbeuf, und Alix de Beaumont.

## Biografie

Wappen Jeans II. d'Harcourt

Jean II. d’Harcourt war einer der großen Barone in der Entourage der französischen Könige Philipp III. und Philipp IV. 1270 nahm er am Siebten Kreuzzug nach Tunis teil. Später findet man ihn im Gefolge Karls von Anjou auf Sizilien. 1283 wurde er zum Marschall von Frankreich ernannt. 1285 begleitete er König Philipp III. auf dessen Aragonesischen Kreuzzug.
1295 trat er als Marschall von Frankreich zurück, als König Philipp IV. den Krieg nach England tragen wollte, und übernahm stattdessen den Titel eines Admirals von Frankreich. In dieser Funktion führte er die französische Flotte nach Dover, das er einnehmen konnte und niederbrennen ließ. 1302 begleitete er Karl von Valois nach Sizilien, wo er die Gendarmerie kommandierte. Bei der Rückkehr von diesem Feldzug starb er am 21. Dezember 1302. Er wurde im Park des Château d’Harcourt bestattet.
Jean II. d’Harcourt trug eine heftige Fehde mit dem Kämmerer Robert de Tancarville aus, der am Hof für große Aufregung und Zwietracht gesorgt hatte. Dieser Streit war ein Stellvertreterkrieg, da hinter den beiden auf der einen Seite Harcourts alter Kampfgefährte Karl von Valois, als Bruder des Königs, und auf der anderen Seite Enguerrand de Marigny, als enger Berater des Königs, standen. Der Unfriede zwischen Valois und Marigny (der 1304 erster Minister wurde) endete erst 1315, 13 Jahre nach Harcourts Tod, mit der Hinrichtung Marignys.

## Ehen und Nachkommen
Jean II. war zwei Mal verheiratet. Seine erste Ehe schloss er mit Agnes von Lothringen, einer Tochter des Herzogs Friedrich III. und der Marguerite de Champagne. Die Ehe blieb kinderlos.
Als Witwer heiratete er 1275 Jeanne de Châtellerault, Erbin der Vizegrafschaft Châtellerault. Ihre Kinder waren:
- Jean III († 1329), Sire d’Harcourt
- Jeanne, ⚭ Henri, Baron d’Avaugour, de Goëllo et de Mayenne († 1331)
- Marguerite, ⚭ I Robert, Seigneur de Boulainvillers et de Chepoy, ⚭ II Raoul d'Estouteville, Seigneur de Rames (Haus Estouteville).